# Tour de Bihor de 2019
A 4.ª edição da competição ciclista Tour de Bihor foi uma carreira de ciclismo de estrada por etapas que se celebrou entre 7 e 9 de junho de 2019 na Romênia, com início e final na cidade de Oradea sobre um percurso de 504 quilómetros.
A carreira fez parte do UCI Europe Tour de 2019 dentro da categoria UCI 2.1. O vencedor final foi o colombiano Daniel Muñoz da Androni Giocattoli-Sidermec seguido do austriaco Markus Freiberger da Hrinkow Advarics e o checo Karel Hník da Elkov-Author

## Equipas participantes
Tomaram parte na carreira 20 equipas: 1 de categoria Profissional Continental; 16 de categoria Continental e 3 selecções nacionais. Formando assim um pelotão de 117 ciclistas dos que acabaram 94. As equipas participantes foram:
| Equipe profissional Continental- Androni Giocattoli-Sidermec Equipes Continentais (16)- Adria Mobil - Apple Team - Team BridgeLane - Brunei Continental - D'Amico-UM Tools - Elkov-Author - Felbermayr Simplon Wels - Cycling Team Friuli - Giotti Victoria-Palomar - Hrinkow Advarics Cycleang - Maloja Pushbikers - Massi Vivo-Grupo Oresy - Minsk Cycling Club - Team Novak - Sangemini-Trevigiani-MG.Kvis - Voster ATS Team Equipes nacionais (3)- Turquia - Roménia - Ucrânia |
| |

## Percorrido
O Tour de Bihor dispôs de três etapas para um percurso total de 504 quilómetros.
| Etapa | Data   | Percurso        | type                      | Distância (km) | Vencedor        | Líder geral  |
| ----- | ------ | --------------- | ------------------------- | -------------- | --------------- | ------------ |
| 1     | 7 jun. | Oradea – Oradea | etapa plana               | 163            | Marko Kump      | Marko Kump   |
| 2A    | 8 jun. | Oradea – Oradea | contrarrelógio individual | 2              | Dušan Rajović   | Marko Kump   |
| 2B    | 8 jun. | Oradea          | média montanha            | 156            | Daniel Muñoz    | Daniel Muñoz |
| 3     | 9 jun. | Oradea – Oradea | média montanha            | 183            | Alois Kaňkovský | Daniel Muñoz |

## Desenvolvimento da carreira

### 1.ª etapa
| Oradea - Oradea | etapa plana | (163 km) |

| \| Classificação por etapas \| Classificação por etapas \| Classificação por etapas \| Classificação por etapas \| Classificação por etapas \| \| Ciclista \| Ciclista \| Equipe \| Tempo \| \| \| ------------------------ \| ------------------------ \| ----------------------------- \| ------------------------ \| ------------------------ \| \| 1. \| Marko Kump \| Adria Mobil \| 3h54m39s \| \| \| 2. \| Matteo Pelucchi \| Androni Giocattoli-Sidermec \| + 0s \| \| \| 3. \| Leonardo Bonifazio \| Unieuro Wilier \| + 0s \| \| \| 4. \| David Per \| Adria Mobil \| + 0s \| \| \| 5. \| Riccardo Stacchiotti \| Giotti Victoria-Palomar \| + 0s \| \| \| 6. \| Paolo Totò \| Unieuro Wilier \| + 0s \| \| \| 7. \| Paweł Franczak \| Voster ATS Team \| + 0s \| \| \| 8. \| Alois Kaňkovský \| Elkov-Author \| + 0s \| \| \| 9. \| Antonio Di Sante \| Sangemini-Trevigiani-MG.K Vis \| + 0s \| \| \| 10. \| Wilmar Molina \| Team Novak \| + 0s \| \| |                      |                               |          |
| |                      |                               |          |
| Fonte: ProCyclingStats |                      |                               |          |
| Classificação por etapas |                      |                               |          |
| Ciclista | Ciclista             | Equipe                        | Tempo    |
| 1. | Marko Kump           | Adria Mobil                   | 3h54m39s |
| 2. | Matteo Pelucchi      | Androni Giocattoli-Sidermec   | + 0s     |
| 3. | Leonardo Bonifazio   | Unieuro Wilier                | + 0s     |
| 4. | David Per            | Adria Mobil                   | + 0s     |
| 5. | Riccardo Stacchiotti | Giotti Victoria-Palomar       | + 0s     |
| 6. | Paolo Totò           | Unieuro Wilier                | + 0s     |
| 7. | Paweł Franczak       | Voster ATS Team               | + 0s     |
| 8. | Alois Kaňkovský      | Elkov-Author                  | + 0s     |
| 9. | Antonio Di Sante     | Sangemini-Trevigiani-MG.K Vis | + 0s     |
| 10. | Wilmar Molina        | Team Novak                    | + 0s     |

| \| Classificação geral \| Classificação geral \| Classificação geral \| Classificação geral \| Classificação geral \| \| Ciclista \| Ciclista \| Equipe \| Tempo \| \| \| ------------------- \| -------------------- \| ----------------------------- \| ------------------- \| ------------------- \| \| 1. \| Marko Kump \| Adria Mobil \| 3h54m29s \| \| \| 2. \| Matteo Pelucchi \| Androni Giocattoli-Sidermec \| + 4s \| \| \| 3. \| Leonardo Bonifazio \| Unieuro Wilier \| + 6s \| \| \| 4. \| David Per \| Adria Mobil \| + 10s \| \| \| 5. \| Riccardo Stacchiotti \| Giotti Victoria-Palomar \| + 10s \| \| \| 6. \| Paolo Totò \| Unieuro Wilier \| + 10s \| \| \| 7. \| Paweł Franczak \| Voster ATS Team \| + 10s \| \| \| 8. \| Alois Kaňkovský \| Elkov-Author \| + 10s \| \| \| 9. \| Antonio Di Sante \| Sangemini-Trevigiani-MG.K Vis \| + 10s \| \| \| 10. \| Wilmar Molina \| Team Novak \| + 10s \| \| |                      |                               |          |
| |                      |                               |          |
| Fonte: ProCyclingStats |                      |                               |          |
| Classificação geral |                      |                               |          |
| Ciclista | Ciclista             | Equipe                        | Tempo    |
| 1. | Marko Kump           | Adria Mobil                   | 3h54m29s |
| 2. | Matteo Pelucchi      | Androni Giocattoli-Sidermec   | + 4s     |
| 3. | Leonardo Bonifazio   | Unieuro Wilier                | + 6s     |
| 4. | David Per            | Adria Mobil                   | + 10s    |
| 5. | Riccardo Stacchiotti | Giotti Victoria-Palomar       | + 10s    |
| 6. | Paolo Totò           | Unieuro Wilier                | + 10s    |
| 7. | Paweł Franczak       | Voster ATS Team               | + 10s    |
| 8. | Alois Kaňkovský      | Elkov-Author                  | + 10s    |
| 9. | Antonio Di Sante     | Sangemini-Trevigiani-MG.K Vis | + 10s    |
| 10. | Wilmar Molina        | Team Novak                    | + 10s    |

### 2.ª etapa A
| Oradea - Oradea | contrarrelógio individual | (2 km) |

| \| Classificação por etapas \| Classificação por etapas \| Classificação por etapas \| Classificação por etapas \| Classificação por etapas \| \| Ciclista \| Ciclista \| Equipe \| Tempo \| \| \| ------------------------ \| ------------------------ \| --------------------------- \| ------------------------ \| ------------------------ \| \| 1. \| Dušan Rajović \| Adria Mobil \| 2m10s \| \| \| 2. \| Marko Kump \| Adria Mobil \| + 2s \| \| \| 3. \| Paweł Franczak \| Voster ATS Team \| + 2s \| \| \| 4. \| Matteo Pelucchi \| Androni Giocattoli-Sidermec \| + 3s \| \| \| 5. \| Jodok Salzmann \| Maloja Pushbikers \| + 4s \| \| \| 6. \| Michael Kukrle \| Elkov-Author \| + 4s \| \| \| 7. \| Alois Kaňkovský \| Elkov-Author \| + 4s \| \| \| 8. \| Daniel Crista \| Giotti Victoria-Palomar \| + 5s \| \| \| 9. \| Gašper Katrašnik \| Adria Mobil \| + 5s \| \| \| 10. \| Felix Ritzinger \| Maloja Pushbikers \| + 5s \| \| |                  |                             |       |
| |                  |                             |       |
| Fonte: ProCyclingStats |                  |                             |       |
| Classificação por etapas |                  |                             |       |
| Ciclista | Ciclista         | Equipe                      | Tempo |
| 1. | Dušan Rajović    | Adria Mobil                 | 2m10s |
| 2. | Marko Kump       | Adria Mobil                 | + 2s  |
| 3. | Paweł Franczak   | Voster ATS Team             | + 2s  |
| 4. | Matteo Pelucchi  | Androni Giocattoli-Sidermec | + 3s  |
| 5. | Jodok Salzmann   | Maloja Pushbikers           | + 4s  |
| 6. | Michael Kukrle   | Elkov-Author                | + 4s  |
| 7. | Alois Kaňkovský  | Elkov-Author                | + 4s  |
| 8. | Daniel Crista    | Giotti Victoria-Palomar     | + 5s  |
| 9. | Gašper Katrašnik | Adria Mobil                 | + 5s  |
| 10. | Felix Ritzinger  | Maloja Pushbikers           | + 5s  |

| \| Classificação geral \| Classificação geral \| Classificação geral \| Classificação geral \| Classificação geral \| \| Ciclista \| Ciclista \| Equipe \| Tempo \| \| \| ------------------- \| ------------------- \| --------------------------- \| ------------------- \| ------------------- \| \| 1. \| Marko Kump \| Adria Mobil \| 3h56m40s \| \| \| 2. \| Matteo Pelucchi \| Androni Giocattoli-Sidermec \| + 6s \| \| \| 3. \| Dušan Rajović \| Adria Mobil \| + 9s \| \| \| 4. \| Paweł Franczak \| Voster ATS Team \| + 11s \| \| \| 5. \| Jodok Salzmann \| Maloja Pushbikers \| + 12s \| \| \| 6. \| Michael Kukrle \| Elkov-Author \| + 12s \| \| \| 7. \| Alois Kaňkovský \| Elkov-Author \| + 13s \| \| \| 8. \| Daniel Crista \| Giotti Victoria-Palomar \| + 13s \| \| \| 9. \| Gašper Katrašnik \| Adria Mobil \| + 13s \| \| \| 10. \| Nicholas White \| Team BridgeLane \| + 14s \| \| |                  |                             |          |
| |                  |                             |          |
| Fonte: ProCyclingStats |                  |                             |          |
| Classificação geral |                  |                             |          |
| Ciclista | Ciclista         | Equipe                      | Tempo    |
| 1. | Marko Kump       | Adria Mobil                 | 3h56m40s |
| 2. | Matteo Pelucchi  | Androni Giocattoli-Sidermec | + 6s     |
| 3. | Dušan Rajović    | Adria Mobil                 | + 9s     |
| 4. | Paweł Franczak   | Voster ATS Team             | + 11s    |
| 5. | Jodok Salzmann   | Maloja Pushbikers           | + 12s    |
| 6. | Michael Kukrle   | Elkov-Author                | + 12s    |
| 7. | Alois Kaňkovský  | Elkov-Author                | + 13s    |
| 8. | Daniel Crista    | Giotti Victoria-Palomar     | + 13s    |
| 9. | Gašper Katrašnik | Adria Mobil                 | + 13s    |
| 10. | Nicholas White   | Team BridgeLane             | + 14s    |

### 2.ª etapa B
| Oradea - | média montanha | (156 km) |

| \| Classificação por etapas \| Classificação por etapas \| Classificação por etapas \| Classificação por etapas \| Classificação por etapas \| \| Ciclista \| Ciclista \| Equipe \| Tempo \| \| \| ------------------------ \| ------------------------ \| --------------------------- \| ------------------------ \| ------------------------ \| \| 1. \| Daniel Muñoz \| Androni Giocattoli-Sidermec \| 3h54m16s \| \| \| 2. \| Markus Freiberger \| Hrinkow Advarics Cycleang \| + 19s \| \| \| 3. \| Karel Hník \| Elkov-Author \| + 50s \| \| \| 4. \| Mattia Bais \| Cycling Team Friuli \| + 50s \| \| \| 5. \| Radoslav Rogina \| Adria Mobil \| + 50s \| \| \| 6. \| Benjamin Brkic \| Felbermayr Simplon Wels \| + 50s \| \| \| 7. \| Chris Harper \| Team BridgeLane \| + 50s \| \| \| 8. \| Anatoliy Budyak \| Ucrânia \| + 53s \| \| \| 9. \| Kevin Rivera \| Androni Giocattoli-Sidermec \| + 53s \| \| \| 10. \| Michal Schlegel \| Elkov-Author \| + 53s \| \| |                   |                             |          |
| |                   |                             |          |
| Fonte: ProCyclingStats |                   |                             |          |
| Classificação por etapas |                   |                             |          |
| Ciclista | Ciclista          | Equipe                      | Tempo    |
| 1. | Daniel Muñoz      | Androni Giocattoli-Sidermec | 3h54m16s |
| 2. | Markus Freiberger | Hrinkow Advarics Cycleang   | + 19s    |
| 3. | Karel Hník        | Elkov-Author                | + 50s    |
| 4. | Mattia Bais       | Cycling Team Friuli         | + 50s    |
| 5. | Radoslav Rogina   | Adria Mobil                 | + 50s    |
| 6. | Benjamin Brkic    | Felbermayr Simplon Wels     | + 50s    |
| 7. | Chris Harper      | Team BridgeLane             | + 50s    |
| 8. | Anatoliy Budyak   | Ucrânia                     | + 53s    |
| 9. | Kevin Rivera      | Androni Giocattoli-Sidermec | + 53s    |
| 10. | Michal Schlegel   | Elkov-Author                | + 53s    |

| \| Classificação geral \| Classificação geral \| Classificação geral \| Classificação geral \| Classificação geral \| \| Ciclista \| Ciclista \| Equipe \| Tempo \| \| \| ------------------- \| ------------------- \| --------------------------- \| ------------------- \| ------------------- \| \| 1. \| Daniel Muñoz \| Androni Giocattoli-Sidermec \| 7h51m09s \| \| \| 2. \| Markus Freiberger \| Hrinkow Advarics Cycleang \| + 21s \| \| \| 3. \| Karel Hník \| Elkov-Author \| + 53s \| \| \| 4. \| Radoslav Rogina \| Adria Mobil \| + 53s \| \| \| 5. \| Chris Harper \| Team BridgeLane \| + 55s \| \| \| 6. \| Mattia Bais \| Cycling Team Friuli \| + 55s \| \| \| 7. \| Benjamin Brkic \| Felbermayr Simplon Wels \| + 56s \| \| \| 8. \| Michal Schlegel \| Elkov-Author \| + 58s \| \| \| 9. \| Anatoliy Budyak \| Ucrânia \| + 1m02s \| \| \| 10. \| Kevin Rivera \| Androni Giocattoli-Sidermec \| + 1m08s \| \| |                   |                             |          |
| |                   |                             |          |
| Fonte: ProCyclingStats |                   |                             |          |
| Classificação geral |                   |                             |          |
| Ciclista | Ciclista          | Equipe                      | Tempo    |
| 1. | Daniel Muñoz      | Androni Giocattoli-Sidermec | 7h51m09s |
| 2. | Markus Freiberger | Hrinkow Advarics Cycleang   | + 21s    |
| 3. | Karel Hník        | Elkov-Author                | + 53s    |
| 4. | Radoslav Rogina   | Adria Mobil                 | + 53s    |
| 5. | Chris Harper      | Team BridgeLane             | + 55s    |
| 6. | Mattia Bais       | Cycling Team Friuli         | + 55s    |
| 7. | Benjamin Brkic    | Felbermayr Simplon Wels     | + 56s    |
| 8. | Michal Schlegel   | Elkov-Author                | + 58s    |
| 9. | Anatoliy Budyak   | Ucrânia                     | + 1m02s  |
| 10. | Kevin Rivera      | Androni Giocattoli-Sidermec | + 1m08s  |

### 3.ª etapa
| Oradea - Oradea | média montanha | (183 km) |

| \| Classificação por etapas \| Classificação por etapas \| Classificação por etapas \| Classificação por etapas \| Classificação por etapas \| \| Ciclista \| Ciclista \| Equipe \| Tempo \| \| \| ------------------------ \| ------------------------ \| ------------------------- \| ------------------------ \| ------------------------ \| \| 1. \| Alois Kaňkovský \| Elkov-Author \| 4h21m35s \| \| \| 2. \| Marko Kump \| Adria Mobil \| + 0s \| \| \| 3. \| Riccardo Stacchiotti \| Giotti Victoria-Palomar \| + 0s \| \| \| 4. \| Daniel Auer \| Maloja Pushbikers \| + 0s \| \| \| 5. \| Leonardo Bonifazio \| Unieuro Wilier \| + 0s \| \| \| 6. \| Jaime Alberto Restrepo \| Team Novak \| + 0s \| \| \| 7. \| Andreas Hofer \| Hrinkow Advarics Cycleang \| + 1s \| \| \| 8. \| Siarhei Papok \| Minsk Cycling Club \| + 1s \| \| \| 9. \| Paolo Totò \| Unieuro Wilier \| + 1s \| \| \| 10. \| Federico Burchio \| D'Amico UM Tools \| + 1s \| \| |                        |                           |          |
| |                        |                           |          |
| Fonte: ProCyclingStats |                        |                           |          |
| Classificação por etapas |                        |                           |          |
| Ciclista | Ciclista               | Equipe                    | Tempo    |
| 1. | Alois Kaňkovský        | Elkov-Author              | 4h21m35s |
| 2. | Marko Kump             | Adria Mobil               | + 0s     |
| 3. | Riccardo Stacchiotti   | Giotti Victoria-Palomar   | + 0s     |
| 4. | Daniel Auer            | Maloja Pushbikers         | + 0s     |
| 5. | Leonardo Bonifazio     | Unieuro Wilier            | + 0s     |
| 6. | Jaime Alberto Restrepo | Team Novak                | + 0s     |
| 7. | Andreas Hofer          | Hrinkow Advarics Cycleang | + 1s     |
| 8. | Siarhei Papok          | Minsk Cycling Club        | + 1s     |
| 9. | Paolo Totò             | Unieuro Wilier            | + 1s     |
| 10. | Federico Burchio       | D'Amico UM Tools          | + 1s     |

## Classificações finais
As classificações finalizaram da seguinte forma:

### Classificação geral
| \| Classificação geral \| Classificação geral \| Classificação geral \| Classificação geral \| Classificação geral \| \| Ciclista \| Ciclista \| Equipe \| Tempo \| \| \| ------------------- \| ------------------- \| --------------------------- \| ------------------- \| ------------------- \| \| 1. \| Daniel Muñoz \| Androni Giocattoli-Sidermec \| 12h12m44s \| \| \| 2. \| Markus Freiberger \| Hrinkow Advarics Cycleang \| + 21s \| \| \| 3. \| Karel Hník \| Elkov-Author \| + 53s \| \| \| 4. \| Radoslav Rogina \| Adria Mobil \| + 53s \| \| \| 5. \| Chris Harper \| Team BridgeLane \| + 55s \| \| \| 6. \| Mattia Bais \| Cycling Team Friuli \| + 55s \| \| \| 7. \| Benjamin Brkic \| Felbermayr Simplon Wels \| + 56s \| \| \| 8. \| Michal Schlegel \| Elkov-Author \| + 58s \| \| \| 9. \| Anatoliy Budyak \| Ucrânia \| + 1m02s \| \| \| 10. \| Kevin Rivera \| Androni Giocattoli-Sidermec \| + 1m08s \| \| |                   |                             |           |
| |                   |                             |           |
| Fonte: ProCyclingStats |                   |                             |           |
| Classificação geral |                   |                             |           |
| Ciclista | Ciclista          | Equipe                      | Tempo     |
| 1. | Daniel Muñoz      | Androni Giocattoli-Sidermec | 12h12m44s |
| 2. | Markus Freiberger | Hrinkow Advarics Cycleang   | + 21s     |
| 3. | Karel Hník        | Elkov-Author                | + 53s     |
| 4. | Radoslav Rogina   | Adria Mobil                 | + 53s     |
| 5. | Chris Harper      | Team BridgeLane             | + 55s     |
| 6. | Mattia Bais       | Cycling Team Friuli         | + 55s     |
| 7. | Benjamin Brkic    | Felbermayr Simplon Wels     | + 56s     |
| 8. | Michal Schlegel   | Elkov-Author                | + 58s     |
| 9. | Anatoliy Budyak   | Ucrânia                     | + 1m02s   |
| 10. | Kevin Rivera      | Androni Giocattoli-Sidermec | + 1m08s   |

### Classificação da montanha
| Classificação da montanha | Classificação da montanha | Classificação da montanha   | Classificação da montanha | Classificação da montanha |
| Ciclista                  | Ciclista                  | Equipe                      | Pontos                    |                           |
| ------------------------- | ------------------------- | --------------------------- | ------------------------- | ------------------------- |
| 1.                        | Daniel Muñoz              | Androni Giocattoli-Sidermec | 15 pts                    |                           |
| 2.                        | Chris Harper              | Team BridgeLane             | 10 pts                    |                           |
| 3.                        | Markus Freiberger         | Hrinkow Advarics Cycleang   | 10 pts                    |                           |
| 4.                        | Andreas Hofer             | Hrinkow Advarics Cycleang   | 10 pts                    |                           |
| 5.                        | Dominik Hrinkow           | Hrinkow Advarics Cycleang   | 10 pts                    |                           |
| 6.                        | Felix Ritzinger           | Maloja Pushbikers           | 9 pts                     |                           |
| 7.                        | Karel Hník                | Elkov-Author                | 8 pts                     |                           |
| 8.                        | Yegor Dementyev           | Team Novak                  | 8 pts                     |                           |
| 9.                        | Daniel Lehner             | Felbermayr Simplon Wels     | 7 pts                     |                           |
| 10.                       | Mattia Bais               | Cycling Team Friuli         | 6 pts                     |                           |

### Classificação dos pontos
| Classificação por pontos | Classificação por pontos | Classificação por pontos    | Classificação por pontos | Classificação por pontos |
| Ciclista                 | Ciclista                 | Equipe                      | Pontos                   |                          |
| ------------------------ | ------------------------ | --------------------------- | ------------------------ | ------------------------ |
| 1.                       | Marko Kump               | Adria Mobil                 | 37 pts                   |                          |
| 2.                       | Riccardo Stacchiotti     | Giotti Victoria-Palomar     | 26 pts                   |                          |
| 3.                       | Leonardo Bonifazio       | Unieuro Wilier              | 26 pts                   |                          |
| 4.                       | Alois Kaňkovský          | Elkov-Author                | 25 pts                   |                          |
| 5.                       | Daniel Muñoz             | Androni Giocattoli-Sidermec | 20 pts                   |                          |
| 6.                       | Markus Freiberger        | Hrinkow Advarics Cycleang   | 17 pts                   |                          |
| 7.                       | Matteo Pelucchi          | Androni Giocattoli-Sidermec | 17 pts                   |                          |
| 8.                       | Karel Hník               | Elkov-Author                | 15 pts                   |                          |
| 9.                       | David Per                | Adria Mobil                 | 13 pts                   |                          |
| 10.                      | Mattia Bais              | Cycling Team Friuli         | 13 pts                   |                          |

### Classificação dos jovens
| Classificação dos jovens | Classificação dos jovens | Classificação dos jovens    | Classificação dos jovens | Classificação dos jovens |
| Ciclista                 | Ciclista                 | Equipe                      | Tempo                    |                          |
| ------------------------ | ------------------------ | --------------------------- | ------------------------ | ------------------------ |
| 1.                       | Kevin Rivera             | Androni Giocattoli-Sidermec | 12h13m52s                |                          |
| 2.                       | Emil Dima                | Giotti Victoria-Palomar     | + 3m04s                  |                          |
| 3.                       | Massimo Orlandi          | Cycling Team Friuli         | + 7m05s                  |                          |
| 4.                       | Vladyslav Soltasiuk      | Ucrânia                     | + 9m12s                  |                          |
| 5.                       | Vladimir Tsoy            | Apple Team                  | + 10m07s                 |                          |
| 6.                       | Daniel Arroyave Cañas    | Team Novak                  | + 12m42s                 |                          |
| 7.                       | Jan Koller               | Felbermayr Simplon Wels     | + 14m54s                 |                          |
| 8.                       | Lukas Reckendorfer       | Hrinkow Advarics Cycleang   | + 15m02s                 |                          |
| 9.                       | Franco Orocito           | D'Amico UM Tools            | + 15m04s                 |                          |
| 10.                      | Nicola Venchiarutti      | Cycling Team Friuli         | + 15m57s                 |                          |

### Classificação por equipas
| Classificação por equipes | Classificação por equipes          | Classificação por equipes | Classificação por equipes |
| Equipe                    | Equipe                             | Tempo                     |                           |
| ------------------------- | ---------------------------------- | ------------------------- | ------------------------- |
| 1.                        | Elkov-Author                       | 36h41m38s                 |                           |
| 2.                        | Androni Giocattoli-Sidermec        | + 1m39s                   |                           |
| 3.                        | Sangemini-Trevigiani-MG.Kvis       | + 7m50s                   |                           |
| 4.                        | Maloja Pushbikers                  | + 8m23s                   |                           |
| 5.                        | Ucrânia                            | + 9m22s                   |                           |
| 6.                        | Team Sauerland NRW p/b SKS GERMANY | + 10m58s                  |                           |
| 7.                        | Minsk Cycling Club                 | + 12m15s                  |                           |
| 8.                        | Voster ATS Team                    | + 12m34s                  |                           |
| 9.                        | Adria Mobil                        | + 13m01s                  |                           |
| 10.                       | Felbermayr Simplon Wels            | + 16m14s                  |                           |

## Evolução das classificações
| Etapa                 | Vencedor              | Classificação geral | Classificação da montanha | Classificação dos pontos | Classificação dos jovens | Classificação por equipas |
| --------------------- | --------------------- | ------------------- | ------------------------- | ------------------------ | ------------------------ | ------------------------- |
| 1.ª                   | Marko Kump            | Marko Kump          | Dominik Hrinkow           | Marko Kump               | Wilmar Molina            | Adria Mobil               |
| 2.ª A                 | Dušan Rajović         | Marko Kump          | Dominik Hrinkow           | Marko Kump               | Dušan Rajović            | Adria Mobil               |
| 2.ª B                 | Daniel Muñoz          | Daniel Muñoz        | Daniel Muñoz              | Daniel Muñoz             | Kevin Rivera             | Elkov-Author              |
| 3.ª                   | Alois Kaňkovský       | Daniel Muñoz        | Daniel Muñoz              | Marko Kump               | Kevin Rivera             | Elkov-Author              |
| Classificações finais | Classificações finais | Daniel Muñoz        | Daniel Muñoz              | Marko Kump               | Kevin Rivera             | Elkov-Author              |

## UCI World Ranking
O Tour de Bihor outorgou pontos para o UCI World Ranking para corredores das equipas nas categorias UCI WorldTeam, Profissional Continental e Equipas Continentais. A seguinte tabela são o barómetro de pontuação e os 10 corredores que obtiveram mais pontos:
| Posição             | 1.º | 2.º | 3.º | 4.º | 5.º | 6.º | 7.º | 8.º | 9.º | 10.º | 11.º | 12.º | 13.º-15.º | 16.º-25.º |
| Classificação geral | 125 | 85  | 70  | 60  | 50  | 40  | 35  | 30  | 25  | 20   | 15   | 10   | 5         | 3         |
| Por etapa           | 14  | 5   | 3   |     |     |     |     |     |     |      |      |      |           |           |
| Líder               | 3   |     |     |     |     |     |     |     |     |      |      |      |           |           |

| Classificação |                   |                             |       |       |       |       |
| Posição       | Ciclista          | Equipa                      | Geral | Etapa | Líder | Total |
| ------------- | ----------------- | --------------------------- | ----- | ----- | ----- | ----- |
| 1.º           | Daniel Muñoz      | Androni Giocattoli-Sidermec | 125   | 14    | 3     | 142   |
| 2.º           | Markus Freiberger | Hrinkow Advarics            | 85    | 5     | -     | 90    |
| 3.º           | Karel Hník        | Elkov-Author                | 70    | 3     | -     | 73    |
| 4.º           | Radoslav Rogina   | Adria Mobil                 | 60    | -     | -     | 60    |
| 5.º           | Chris Harper      | BridgeLane                  | 50    | -     | -     | 50    |
| 6.º           | Mattia Bais       | Friuli ASD                  | 40    | -     | -     | 40    |
| 7.º           | Benjamin Brkic    | Felbermayr-Simplon Wels     | 35    | -     | -     | 35    |
| 8.º           | Michal Schlegel   | Elkov-Author                | 30    | -     | -     | 30    |
| 9.º           | Marko Kump        | Adria Mobil                 | -     | 24    | 6     | 30    |
| 10.º          | Anatoliy Budyak   | Selecção da Ucrânia         | 25    | -     | -     | 60    |